# Darjan Petrič
Darjan Petrič, slovenski plavalec in gospodarstvenik, * 24. avgust 1964, Kranj. 

## Športno obdobje
Z osmimi leti je začel plavati v kranjskem bazenu in že kmalu se je pokazala njegova nadarjenost za plavanje. S trdim delom in treningom so kmalu prišli tudi rezultati. V svoji plavalni karieri je bil kar 21-krat prvak Socialistična federativna republika Jugoslavija v plavanju.
Kot član plavalnega kluba Triglav v Kranju je osvojil 3  medalje na največjih tekmovanjih:
- bronasta medalja na evropskem prvenstvu 1981 na 400 m prosto
- bronasta medalja na svetovnem prvenstvu 1982 na 1500 m prosto
- bronasta medalja na evropskem prvenstvu 1983 na 400 m prosto

Nastopil je na treh olimpijskih igrah: leta 1980, 1984 in 1988, kjer je dosegel najboljšo uvrstitev 6. mesto na 400 m prosto na Olimpijskih igrah 1984. 

## Družina
Dejan Petrič je brat plavalca Boruta Petriča. Od leta 1989 je poročen z ženo Karmen. Leta 1991 se jima je rodil sin Jan Karl, leta 1992 pa hčerka Nika Karlina. 

## Akademsko obdobje
Oktobra 1991 je Darjan Petrič na Univerzi v Mariboru, Fakulteti za organizacijske vede postal univ.dipl. org. - informatik z diplomsko nalogo na temo računalniške izmenjevanje podatkov.
V obdobju od marca 1992 do junija 1996 je na Univerzi v Mariboru, Fakulteti za organizacijske vede delal kot vodja laboratorija za računalniško izmenjevanje podatkov in asistent	
- Sodelovanje na projektih uvajanja računalniškega izmenjevanja podatkov:
- Zavod za zdravstveno zavarovanje Slovenije
- Carinska uprava RS
- Agencija za plačilni promet
- Študij in pomoč pri pedagoškem delu v Tucsonu, University of Arizona (jan-apr 1993, štipendija vlade ZDA) in Baltimoru, University of Baltimore (okt-nov 1995)
- Pedagoško in raziskovalno delo v sodelovanju z University of Arizona (ZDA), University of Baltimore (ZDA) in Curtin University (Avstralija).

Marca 1996 je na Univerzi v Mariboru, Fakulteti za organizacijske vede postal magister organizacijskih znanosti	z magistrsko nalogo na temo elektronskega poslovanja malih in srednjih podjetij.

## Poslovna pot
Od julija 1996 do novembra 2003 je delal na Zavodu za zdravstveno zavarovanje Slovenije, v Ljubljani, kot svetovalec generalnega direktorja za razvoj informacijskega sistema
- Vodenje in upravljanje informacijske dejavnosti Zavoda za zdravstveno zavarovanje Slovenije
- Strateško planiranje informacijske dejavnosti Zavoda in uvajanje sodobnih tehnologij v poslovne procese
- Konsolidacija distribuiranih informacijskih sistemov in uvedba integralnega informacijskega sistema Zavoda ter nadzor nad informacijskimi standardi in enotno metodologijo razvoja informacijskega sistema
- Koordinacija in nadzor informacijske dejavnosti pri uvedbi nacionalnega sistema kartice zdravstvenega zavarovanja (upravljanje razvojnih informacijskih nalog, koordinacija uvedbe z izvajalci zdravstvenih storitev, logistika uvedbe, izvedba javnega razpisa)
- Sodelovanje pri ključnih poslovnih razvojnih projektih Zavoda za zdravstveno zavarovanje Slovenije (Izbira osebnega zdravnika, Pogodbe z izvajalci, Baza zdravil,…)
- Soavtorstvo Strateškega razvojnega programa zdravstvenega zavarovanja v Sloveniji leta 1997 do 2002 in 2002 do 2007
- Sponzorstvo ključnih razvojnih informacijskih projektov (Leto 2000, SAP, Pisarniško poslovanje,…)
- Svetovanje sorodnim institucijam v tujini (Hrvaška, Bolgarija)
- Predstavnik Zavoda za zdravstveno zavarovanje Slovenije v projektu »Razvoj upravljanja sistema zdravstvenega varstva v Republiki Sloveniji« (sofinanciranje Mednarodno banko za obnovo in razvoj)
- Član pogajalske skupine R Slovenije za pogajanja z Mednarodno banko za obnovo in razvoj

Direktor projekta	in svetovalec člana uprave	Nove Ljubljanske banke d.d.	(Ljubljana, 11.2003 –  04.2005)
- S pooblastili uprave NLB d.d. vodenje programa projektov Načrt neprekinjenega poslovanja Nove Ljubljanske banke d.d.:
- izvedba analize vpliva na poslovanje NLB (opredelitev ključnih procesov in funkcij poslovanja banke, postopki za vzpostavitev  in model kriznega managementa NLB, priprava navodil za ročne postopke, vzpostavitev rezervne lokacije IT centra, vzpostavitev modela testiranja načrtov za neprekinjeno poslovanja, umestitev koncepta neprekinjenega poslovanja v razvojno metodologijo)
- svetovanje in sodelovanje pri najzahtevnejših nalogah področja člana uprave
- svetovanje pri najzahtevnejših odločitvah člana uprave
- koordiniranje in vodenje timov,
- mentorstvo in prenos znanj,

Nova Ljubljanska banka d.d., pooblaščenec uprave (Ljubljana, 04.2005 –  1.4.2010)
- S pooblastili uprave NLB d.d. vodenje aktivnosti pospešenega združevanja bank Skupine NLB (Srbija: NLB LHB Beograd in NLB Continental banka Novi Sad, 2008, trajanje 10 mesecev; Kosovo: Kasabank in Banka e Re e Kosovës, 2007, 7 mesecev; Bosna in Hercegovina; Federacija BiH: Tuzlanska banka Tuzla in CBS Bank Sarajevo, 2006, 4 mesece; Republika Srpska: LHB Banja Luka in Razvojna banka JI Evrope Banja Luka, 2006, 4 mesece in Črna Gora: Montenegrobanka Podgorica in Euromarket banka Podgorica, 2005, 6 mesecev).
- Vzpostavitev oz. centralizacija podpornih funkcij v Centre za podporo poslovanja v združenih bankah (plačilni promet, centralizirana spremljava poslovanja fizičnih in pravnih oseb, poslovna tehnologija in informacijska tehnologija)
- Vodenje aktivnosti konsolidacije IS v bankah Skupine NLB (Bosna in Hercegovina: CBS Bank Sarajevo (2005, 3 mesece)in Makedonija: Tutunska banka (2006, 8 mesecev),
- Vodenje konsolidacije informacijskih sistemov v bankah Skupine NLB in prenos dobre prakse iz NLB, drugih bank in sistemov,
- Analiza poslovnih procesov, specifičnosti lokalne regulative in priprava izhodišč za organiziranost združenih bank na podlagi ciljne organizacije bank Skupine NLB,
- Sodelovanje pri konsolidaciji poslovne mreže združenih bank in produktov ponudbe za fizične osebe,
- Vodenje in upravljanje IT v Skupini NLB
- Vzpostavitev enotnih standardov in politik na področju IT v Skupini NLB,
- Priprava IT Strategije Skupine NLB,

- Vzpostavitev modela poročanja o IT aktivnostih in incidentih,
- Opredelitev in priprava krovnih pogodb z dobavitelji Skupine NLB, konsolidacija nabave IT blaga in storitev,
- Oblikovanje teamov, imenovanje vodilnih kadrov in ustrezna organizacijska umeščenost v bankah Skupine NLB,
- svetovanje pri najzahtevnejših odločitvah Uprave s področja IT v Skupini NLB.

Strateško in informacijsko svetovanje Darjan Petrič s.p.	(Kranj, 1.4.2010 -    )
- Svetovanje na področju strateškega planiranja, upravljanja in vodenja gospodarskih družb

## Nagrade, priznanja in odlikovanja
- Bloudkova nagrada, 1982
- Nagrada »7. Sekretarjev SKOJ-a«, 1982
- Odlikovanje z redom zaslug za narod s srebrno zvezdo, 1985
- Nagrada občine Kranj, 1989

## Prostovoljno delo
Olimpijski komite Slovenije 				(Ljubljana, Slovenija)
- Član Izvršnega odbora					(November 1989 – December 2006)
- Podpredsednik  					(November 2004 – December 2006)
- Predsednik odbora za vrhunski šport			(November 2004 – December 2006)

Plavalna zveza Slovenije 				(Ljubljana, Slovenija)
- Član izvršilnega odbora 				(Oktober 1997 – 2009)
- Predsednik						(Marec 2009 -   )

Plavalni klub Triglav Kranj				(Kranj, Slovenija)
- Predsednik						(November 1996 - Junij 2009)

## Življenjski mejniki
Družinski mejniki:
- 1989: poroka s Karmen
- 1991: rojstvo sina Jana Karla
- 1992: rojstvo hčerke Nike Karline

Športni mejniki:
- 1980: Olimpijske igre Moskva, 12. mesto 1500 m prosto
- 1981: Evropsko prvenstvo Split: 3. mesto 400 m prosto
- 1982: Svetovno prvenstvo Guayaquil, Ekvador: 3. mesto 1500 m prosto, 4. mesto 400 m prosto, doseženi rekord na 1500 m je bil slovenski državni rekord 24 let, do 2006
- 1983: Evropsko prvenstvo Rim: 3. mesto 400 m prosto, 4. mesto 1500 m prosto; Sredozemske igre: 1. mesto 400 m prosto, 2. mesto 1500 m prosto, 3. mesto 200 m prosto
- 1984: Olimpijske igre Los Angeles: 6. mesto 400 m prosto
- 1986: Svetovno prvenstvo Madrid: 6. mesto 1500 m prosto
- 1987: Evropsko prvenstvo Strasbourg: 6. mesto 1500 m prosto
- 1988: Olimpijske igre Seul: 8. mesto 1500 m prosto

Poslovni mejniki:
- 1991: diplomiral na Fakulteti za organizacijske vede – smer informatika
- 1992: asistent in vodja laboratorija za računalniško izmenjavo podatkov na FOV, Kranj
- 1993: delo in študij na Univerzi v Arizoni, Tucson
- 1995: delo in študij na Univerzi v Baltimoru
- 1996: magistriral na podiplomskem študiju na Fakulteti za organizacijske vede
- 1996: svetovalec za razvoj informacijskega sistema na Zavodu za zdravstveno zavarovanje Slovenije
- 2003: zaposlen kot pooblaščenec uprave NLB d.d.

Politični mejniki:
- 2010: kandidat za župana Mestne občine Kranj